# 일제강점기의 축구
다음은 일제강점기의 축구에 관한 내용이다.

## 협회
1920년 창립된 조선체육회(현 대한체육회의 전신)는 1928년 조선심판협회, 1933년 조선축구협회(현 대한축구협회의 전신)가 창립되기 전까지 축구 전반에 관한 문제를 통할한 가장 권위 있는 기관이었다. 한편 각 지역별로 체육협회가 생겼는데, 그 중 1925년 평양에 설립된 관서체육회는 조선체육회와 더불어 가장 활발하고 광범위한 활동을 한 단체였다.

## 축구대회

### 컵대회
성인 클럽은 물론 소학부, 중등부, 전문부, 실업부 등이 같이 참가하여 토너먼트 방식으로 치러졌던 대회들이다. 대표적으로 전조선축구대회, 전조선축구선수권대회, 전조선축구대회 (관서체육회)가 있다. 전조선축구대회는 해방 후 전국축구선수권대회를 거쳐 현재의 FA컵으로 이어졌으며, 전조선축구선수권대회는 해방 후 대통령배 전국축구대회로 이어진다. 전조선축구대회 중 1934~1937년 대회는 전조선종합경기대회(현 전국체육대회의 전신) 종목의 일부로서 치러졌다. 이외에도 재조선일본인들의 단체인 조선체육협회에서 주최하는 조선신궁대회 및 기타 일본 본토에서 열리는 대회들이 있어 조선의 팀들도 일부 참가하였다.

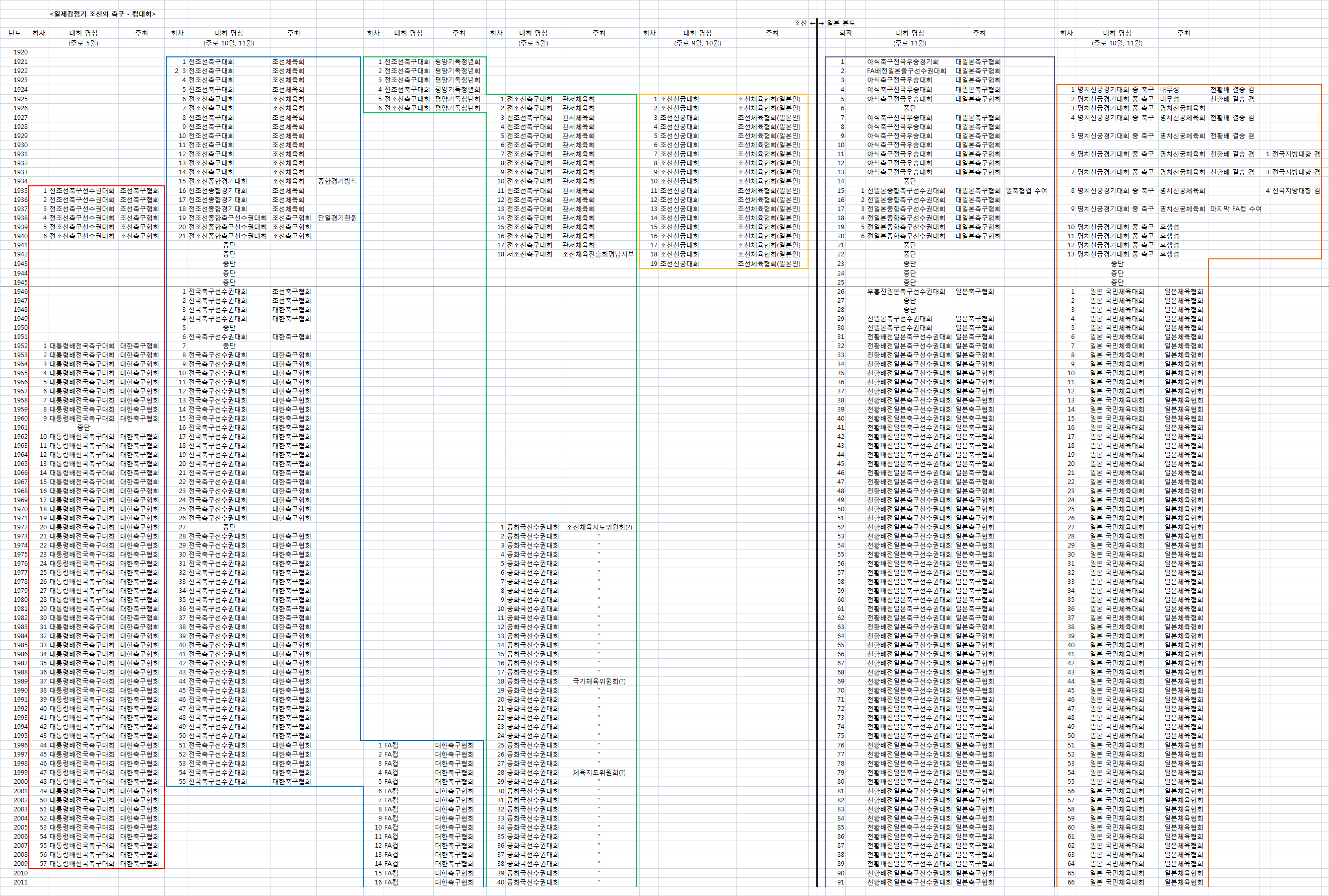
일제강점기 조선의 축구 컵대회

| 개최 장소 | 대회 명칭                | 주최, 시기                                                                     | 비고                                  |
| --------- | ------------------------ | ------------------------------------------------------------------------------ | ------------------------------------- |
| 서울      | 전조선축구대회           | 조선체육회(1921~1937) 조선축구협회(1938~1940)                                  | 전국축구선수권대회 및 FA컵으로 계승   |
| 서울      | 전조선축구선수권대회     | 조선축구협회(1935~1940)                                                        | 대통령배 전국축구대회로 계승          |
| 서울      | 전조선아식축구대회       | 오사카아사히신문경성지사(1927~1935)                                            |                                       |
| 서울      | 조선신궁대회             | 조선체육협회(1925~1943)                                                        | 재조선일본인 중심 대회                |
| 평양      | 전조선축구대회           | 평양기독청년회(1921~1926), 관서체육회(1925~1941), 조선체육진흥회평남지부(1942) |                                       |
| 기타 지역 |                          |                                                                                |                                       |
| 일본 본토 | 전일본종합축구선수권대회 | 일본축구협회(1921~1940)                                                        | 천황배 전일본 축구 선수권 대회로 계승 |
| 일본 본토 | 명치신궁경기대회         | 내무성, 명치신궁체육회, 후생성                                                 |                                       |

### 도시대항전
도시 연고 팀 단위로 참여하여 치러졌던 대회들이다. 경평전이 대표적이며, 리그전 방식으로 치러지는 경우가 많았다. 경평전의 경우 서울과 평양을 번갈아가며 열렸으며, 3지방대항축구전의 경우 서울, 평양, 함흥 등 참가 도시를 순회하며 열리기도 하는 등 지역 연고 개념이 강한 대회였다.
| 대회 명칭                   | 주최, 시기                                                                                       | 개최 장소        |
| --------------------------- | ------------------------------------------------------------------------------------------------ | ---------------- |
| 경성평양대항축구전 (경평전) | 조선일보사(1929~1930), 평양군(1933), 조선체육회(1933), 조선축구협회(1934~1935), 자유신문사(1946) | 서울, 평양       |
| 3지방대항축구전             | 조선축구협회(1938~1942)                                                                          | 서울, 평양, 함흥 |
| 전조선도시대항축구대회      | 조선중앙일보사(1936), 조선일보사(1938~1940), 조선축구협회, 매일신보사 공동(1941~1942)            | 서울             |

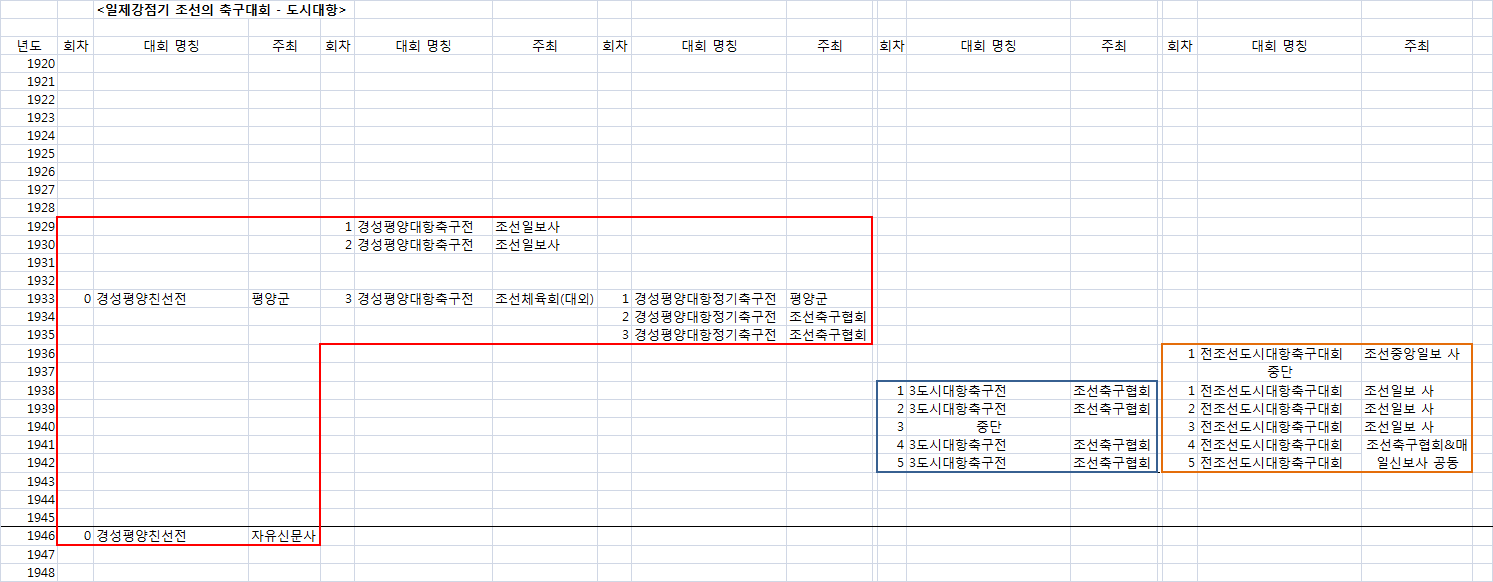
일제강점기 조선의 도시대항축구대회

| 전일본3지방대항축구전       | 일본축구협회                                                                                     | 오사카           |

### 실업축구
20세기 초반부터 서울과 평양 두 도시를 중심으로 직장을 단위로 한 실업팀들이 등장하며, 전국 단위 대회에 참가하기도 한다. 1930년 평양에서 열린 제6회 전조선축구대회(관서체육회 주최)에서부터는 실업부가 창설되어 평양 일대의 실업팀들이 참가하게 되었으며, 1942년 마지막 대회에서는 경평대항실업축구전이라는 부문이 따로 만들어져 평양과 서울의 실업팀 연합이 2경기를 치른다.
한편 1939년에는 서울 일대의 실업축구계 인사들이 모여 경성실업축구연맹을 만들고 제1회 실업축구리그를 개최한다. 비록 이 리그는 1회를 끝으로 중단되지만, 1949년 다시 실업축구연맹전이 재개되며, 경성실업축구연맹은 이후 서울시실업축구연맹과 한국실업축구연맹으로 이어진다.

### 학원축구
| 개최 장소 | 대회 명칭                | 주최, 시기                      | 비고 |
| --------- | ------------------------ | ------------------------------- | ---- |
| 서울      | 조선전문학교축구연맹전   | 조선전문축구연맹(1926~1930)     |      |
| 서울      | 관립고등전문학교축구대회 | 조선전문학교체육연맹(1927~1936) |      |
| 서울      | 전조선중등학교축구대회   | 보성전문학교(1928~1940)         |      |
| 서울      | 전조선중등학교축구대회   | 경성제대예과(1929~1942)         |      |
| 서울      | 조선고등전문축구연맹전   | 조선학생연맹(1937~1940)         |      |

## 주요 축구단

### 성인 축구단[4][5]
※ 괄호안은 창단 년도
| 연고지 | 1910년대~1920년대 | 1930년대~1940년대                                                                                        |
| ------ | --- | --- |
| 서울   | 불교청년회(1917), 건강구락부(1918), 조선 축구단(1925)                                                                  | 조선 축구단(1925), 경성 축구단(1933)                                                                     |
| 서울   | 반도 축구단(?), 천도교 축구단(?), 서울청년회(?), 한성은행 축구단(?) 연희구락부(?), 배재구락부(?), 용산청년구락부(?) 등 | 철도국 축구단(?) 등                                                                                      |
| 평양   | 무오 축구단(1918), 평양주최구락부(?)                                                                                   | 평양 축구단(1933)                                                                                        |
| 경기   | 시흥 비호 축구단(1921), 숭인체육구락부(?)                                                                              | 마장 축구단(1940)                                                                                        |
| 관북   | 청진 축구단(1926, 1936), 함흥 축구단(1938)                                                                             | 청진 축구단(1926, 1936), 함흥 축구단(1938)                                                               |
| 영남   | 동래 축구단(1921 ?) 마산맹호구락부(?), 진주청년구락부(?)                                                               | 동래 축구단(1921 ?) 마산맹호구락부(?), 진주청년구락부(?)                                                 |
| 호남   | 광주 축구단(1923 ?), 목포 축구단(?), 순천 축구단(?) 전주 축구단(?), 전주완산구락부(?), 군산축구구락부(?)               | 광주 축구단(1923 ?), 목포 축구단(?), 순천 축구단(?) 전주 축구단(?), 전주완산구락부(?), 군산축구구락부(?) |
| 호서   | 청주 축구단(?) | 청주 축구단(?)                                                                                           |

### 학원 축구단
연희전문(연세대의 전신)과 보성전문(고려대의 전신)이 양대 구도를 이루는 가운데, 평양의 숭실전문(숭실대의 전신)이 3대 강호를 형성하였다.

## 주요 선수
- 김원겸
- 이영민
- 김용식
- 김영근
- 채금석
- 이유형

## 주요 경기장
- 경성운동장
- 평양기림리공설운동장
- 함흥공설운동장
- 부산공설운동장

## 참고 문헌
- 윤경헌, 최창신『축구 = 1 : 國技축구 그 찬란한 아침 』국민체육진흥공단, 1997.
- 大韓蹴球協會 편 『韓國蹴球百年史』라사라, 1986.

## 참고자료
- 잃어버린 우리 축구사 복원 프로젝트